# Pedro Ignacio Rivera
Pedro Ignacio Rivera (Mizque, 1753-Buenos Aires, 17 de febrero de 1833), fue un abogado y político que actuó como diputado por Mizque durante el Congreso de Tucumán de 1816, siendo por tanto uno de los firmantes de la Declaración de la Independencia de las entonces conocidas como Provincias Unidas en Sudamérica.

## Biografía
El 10 de octubre de 1793 obtuvo el título en derecho civil en la Universidad Mayor Real y Pontificia San Francisco Xavier de Chuquisaca. En esa misma ciudad se incorporó a la Real Audiencia para ejercer como abogado. 
Se desempeñó con el grado de coronel como jefe de milicias en la ciudad de Mizque.
Posteriormente a trabajar como minero y azoguero en Oruro, obsequió una lámina de oro y plata grabada a Buenos Aires por su triunfo en las invasiones inglesas en su cargo como «sindico procurador general de su cabildo».
La rivalidad entre la Audiencia y el cabildo secular contra el presidente García Pizarro, y del arzobispo contra el clero y su sínodo, originaron un movimiento revolucionario en 1809, del cual de Rivera fue dirigente, y tócale intervenir en forma destacada como mediador entre la Iglesia y el pueblo, acontecimiento que le originaron tenaces persecuciones. Dejó un relato escrito de los hechos que se publicó en el periódico “El Investigador” (Buenos Aires, 1826)
Representante de su ciudad natal a la Asamblea General Constituyente, se incorporó a ella el 23 de octubre de 1812, ligando su nombre a proyectos y leyes de importancia. En 1815 ejerció la vicepresidencia de ese cuerpo legislativo.
Diputado por Mizque, al Congreso de Tucumán, se incorporó en la sesión del 26 de marzo de 1816 y por unanimidad de votos resultó elegido vicepresidente, en la sesión del 24 de abril, solicitó el inmediato auxilio al ejército del Alto Perú pronunciando un elocuente discurso; en la del 9 de julio aclamó la independencia nacional y firmó el acta respectiva.
Al tratarse la forma de gobierno dejó sentada su opinión a favor de la monarquía y según consta en "El Redactor" en otro largo discurso cuyo argumento fue persuadir que era “una acto de necesidad, de conveniencia y de justicia, adoptar la forma monárquica temperada, bajo la dinastía de los antiguos incas”
Es autor del proyecto de formación del ejército, fijando la contribución de cada provincia en un cinco por ciento de reclutas, sobre el número de sus habitantes.
Presidió la reunión del Congreso en el primer aniversario de la declaración de la Independencia, oportunidad en la que pronunció un inspirado discurso en respuesta a la arenga del Director Supremo, General Pueyrredón.
Intervino en los debates y sanción de la Constitución de 1819, continuando en el Congreso hasta su disolución. Posteriormente residió en Buenos Aires, donde falleció el 17 de febrero de 1833.
En la Ciudad Autónoma de Buenos Aires, se recuerda su nombre en una de sus calles.
- Datos: Q7159657